# Емерик Бебек
Емерик Бебек, або Емерик Бубек (пол. Emeryk Bebek (Bubek); англ. Emerik Bebek; пом. 1395) — урядник у Галичині часів короля Угорщини, Польщі та Русі Людовика Угорського та його наступниці — королеви Марії. Його сюзереном був також князь Владислав Опольчик. Михайло Грушевський називав Емерика Бебека «управителем всеї Руси» (лат. totius regni Russiae capitaneus). Походив з давнього угорського роду, прихильного до Польщі з часів короля Владислава Локетка.
За даними Кароля Пйотровича, Емерик — брат галицького старости Бенедикта Бебека. Грушевський називав Бенедикта воєводою. Перебуваючи на посаді у Галичині, видав, зокрема, 2 грамоти, які збереглись на момент створення праці «Akta grodzkie i ziemskie» (увійшла до 2-го тому). Зокрема, 22 січня 1384 у Львові засвідчив продаж села Добровтрич Львівського повіту львів'янинові Емнедину за 60 кіп грошів. Кароль Шайноха стверджував, що: мав прихильне ставлення королеви Елізабет Боснійської, був противником Сигізмунда Люксембурга; свою доньку Елізабет віддав за краківського воєводу Спитка з Мельштина, брата Яська з Тарнова.
Був баном Далмації в 1380—1383 роках.